# Alexandre-Edmond Becquerel
Alexandre-Edmond Becquerel (París, 24 de març de 1820 – París, 11 de maig de 1891), conegut com a Edmond Becquerel, va ser un físic francès que estudià l'espectre solar, el magnetisme, l'electricitat i l'òptica. Es considera el descobridor de l'efecte fotovoltaic, el principi operatiu de la cel·la solar, el 1839. També és conegut pels seus treballs en la luminescència i fosforescència. Era fill d'Antoine César Becquerel i el pare de Henri Becquerel, un dels descobridors de la radioactivitat.
Era deixeble, ajudant i successor del seu pare al Muséum national d'Histoire naturelle. l'any 1853 va rebre la càtedra de física al Conservatoire des Arts et Métiers. Becquerel va ser un experimentador primeren en la fotografia, l'any 1840, descobrí que els halurs de plata es tornaven sensibles exposats a la llum blava, viola o ultraviolada, permeten que els daguerrotips es poguessin revelar en llum groga o vermella.
El 1867 id 1868 Becquerel publicà La lumière, ses causes et ses effets un text que va esdevenir estàndard. Molts escrits seus aparqueren a l'Acadèmia francesa de Ciències en Comptes Rendus. Va ser escollit membre de l'Reial Acadèmia Sueca de Ciències el 1886. El Becquerel Prize Arxivat 2018-06-02 a Wayback Machine. per "mèrits en fotovoltaica" es dona cada any per la European Photovoltaic Solar Energy Conference and Exhibition (EU PVSEC).